# インド洋の戦い (第二次世界大戦)
インド洋の戦い（いんどようのたたかい）とは、第二次世界大戦中にインド洋周辺で行われた戦い。

## 経過

### 1940年
- 8月3日-19日 - ソマリランドの戦い

### 1941年
- 8月25日-9月17日 - イラン進駐 (1941年)

### 1942年
- 3月10日-6月14日 - 日本軍によるアンダマン・ニコバル諸島の占領
- 3月31日 - 日本軍のクリスマス島占領
- 4月5日-9日 - セイロン沖海戦
- 5月5日-11月6日 - マダガスカルの戦い

### 1944年
- 3月 - ビハール号事件
- 4月19日 - コックピット作戦
- 5月17日 - トランサム作戦
- 7月27日 - クリムズン作戦
- 10月17-20日 - モレット作戦
- 12月17日 - ロブソン作戦

### 1945年
- 1月24日-29日 - メリディアン作戦
- 5月16日 - ペナン沖海戦